# Takashi Takusagawa
Takashi Takusagawa (jap. 田草川 貴, Takusagawa Takashi; * 12. Februar 1981 in der Präfektur Tokio) ist ein ehemaliger japanischer Fußballspieler.

## Karriere
Takusagawa erlernte das Fußballspielen in der Schulmannschaft der Shutoku High School. Seinen ersten Vertrag unterschrieb er 1999 bei den Avispa Fukuoka. Der Verein spielte in der höchsten Liga des Landes, der J1 League. Für den Verein absolvierte er zwei Erstligaspiele. 2001 wechselte er zum Zweitligisten Shonan Bellmare. Ende 2002 beendete er seine Karriere als Fußballspieler.